# Gianni Quillico
Gianni Quillico (Milano, 9 aprile 1947) è un doppiatore, attore e direttore del doppiaggio italiano, principalmente noto per essere stato la voce dell'Uomo Ragno nelle prime due serie animate dedicate al personaggio.
È attivo generalmente negli studi di Milano dove lo si sente spesso nei videogiochi.

## Doppiaggio

### Film
- Charles Fleischer in Rusty, cagnolino coraggioso
- Kevin Dobson in Una gorilla da salvare
- Anthony Clark in Dogfight - Una storia d'amore
- Anthony Geary in Disorderlies
- Marty Watt in In due si litiga meglio
- Ming Lo in Tremors 4 - Agli inizi della leggenda
- Time Winters ne La piccola principessa
- Pep Molina in Rec 2
- Armando del Río in Pongo, il cane milionario
- Bjørn Floberg in Insomnia
- Frank Collison in Dr. Quinn - Il film
- Sean Harris in Sir Gawain e il Cavaliere Verde
- Claes Månsson in Due fuori pista 2

### Film di animazione
- Chester in Katy apprendista farfalla
- Pin Joker in One Piece - Avventura all'Isola Spirale
- Giles l'elfo in Il volo dei draghi

### Serie televisive
- Stephen Tobolowsky in Community, La vera casa dei Loud
- Frank Collison ne La signora del West
- Kurtwood Smith in Patriot
- Lothaire Bluteau in Vikings
- Ciaran McMahon in Vikings: Valhalla
- Barry Jackson (2ª voce) ne L'ispettore Barnaby
- Nicholas Guest in USA High (st. 2)
- David Haig in Sbirri da sballo
- Bruno Le Millin in Primi baci
- Patrick Frey in Luthi e Blanc
- Frans Maas in Rox
- António Cordeiro in Legàmi
- Will Patton in Outer Range

### Animazione
- Uomo Ragno ne L'Uomo Ragno (1967, ridoppiaggio) e L'Uomo Ragno (1981, 1º doppiaggio)
- Kobra Khan in He-Man and the Masters of the Universe
- Cavaliere Nero in Re Artù
- Papà, Mario, Cameriere ne I ragazzi del Mundial
- Saùro e Nichus ne I Saurini e i viaggi del meteorite nero
- Giobatta in Calimero (1992) e Calimero (2014)
- Piovra in Power Stone
- Sottotenente O'Neal in Metal Armor Dragonar
- Greed in Fullmetal Alchemist
- Jimeze e Shosa in Dragon Ball Super
- Caesar Clown, Eric il mercenario, capo villaggio di Foosha in One Piece
- Geoffrey Connor in Hero Mask
- Leonard Powers in Ugly Americans
- Conehea in Fire Force
- Bon Jovina in Bastard!! L'oscuro dio distruttore
- Kaku Kaioh in Baki, Baki Hanma
- Wilhand Trickfoot in La leggenda di Vox Machina
- Musashi (2ª voce) in Gintama
- Cliadath in Dragonero - I Paladini
- Nariyoshi Tokugawa in Hell's Paradise
- Dina in That Time I Got Reincarnated as a Slime
- Hamber in Orizzonti Pokémon
- Taisho Sushiya in Beyblade X
- Narratore e Caporedattore in CITY the Animation

### Videogiochi
- Feng Li, Kuang, George, Quian Shan e Passeggero Zeppelin #2 in L'enigma di Master Lu (1995)[2]
- DeTritus e Voce narrante/Tutorial in Asterix e la sfida di Cesare (1996)[3]
- Guardiano, Bunny, gendarme, neotemplare e Ultar in Broken Sword: Il segreto dei Templari (1997)[4]
- Sciamano e Bronson in Broken Sword II: La profezia dei Maya (1997)[5]
- Prigionieri e Manutentore in The Feeble Files (1997)[6]
- Capo e padre di Chione ne La Pantera Rosa in: Passaporto per il pericolo (1997)[7]
- Joseph, François, Spencer McDundee e Graeme McDundee in Hollywood Monsters (1998)[8]
- Peter in Gas-Gas entra in gara (1998)[9]
- Capitano e Chebol lo scriba in The Journeyman Project 3 - Il retaggio del tempo (1998)[10]
- Sahara Slim in Freddi Pesce - Il caso dei maialini con le pinne (1999)[11]
- Jean, Tassista e Larry Chester in Gabriel Knight 3: Il mistero di Rennes-le-Château (1999)[12]
- Marines e Camion di ingegnere in Ground Control (2000)[13]
- Marines e camion di ingegnere in Ground Control: Dark Conspiracy (2000)[14]
- Checov in Aliens versus Predator 2 (2001)[15]
- Nano, Socrate, mostro (testa B) e guardia in Druuna: Morbus Gravis (2001)[16]
- Guardia, Colonna, Nubiano e Seniu in Egypt Kids (2001)[17]
- Marines in Halo: Combat Evolved (2001)[18]
- Lord Voldemort, Olivander e Argus Gazza in Harry Potter e la pietra filosofale (2001)[19]
- Argus Gazza in Harry Potter e la camera dei segreti (2002)[20]
- Camion dei Rifornimenti, Furgone radar e Chinook in Command & Conquer: Generals (2003)[21]
- N. Gin in Crash Nitro Kart (2003)[22]
- Balfor e Rennar in Lo Hobbit (2003)[23]
- Guerriero di Horus in Imperivm: Le guerre puniche (2003)
- Dr. Octopus e personaggi minori in Spider-Man 2 (2004)[24]
- Profeta della Verità in Halo 2 (2004)[25]
- N. Gin e Dingodile in Crash Twinsanity (2004)[26]
- John Black/Vecchio tonto in Age of Empires III: Age of Discovery (2005)[27]
- Maresciallo Montgomery in Axis & Allies (2005)[28]
- Uomo Talpa in I Fantastici 4 (2005)[29]
- Coscienza del Bene in Black & White 2 (2005)[30]
- Arthur Weasley in Harry Potter e il Calice di Fuoco (2005)[31]
- Equite, Massinissa, Scipione l'Emiliano, Alvin, Tullio, Sacerdote, Crasius, Capo dei Tribali, Druidi, Arciere e Guerriero di Horus in Imperivm: Le grandi battaglie di Roma (2005)[32]
- Salvatore Tessio e Don Stracci ne Il padrino (2006)
- Dottor Tomuki e Scimmia Gialla in Ape Escape 3 (2006)[33]
- Edward Henry Masterman, Conte Rudolf Josef Andrenyi, Ratchett e Klaus Herkensheimer in Agatha Christie: Assassinio sull'Orient Express (2006)[34]
- Educazione, agricoltore, scavatore d'argilla, medico, mendicante, costruttore di armature e insegnante in Caesar IV(2006)[35]
- N. Gin in Crash Tag Team Racing (2006)[36]
- Sloan in Eragon (2006)[37]
- Winston in Garfield 2 - A Tale of Two Kitties (2006)[38]
- Napoleone in Napoleon: Total War
- Bob il cieco, Uccello di sorveglianza, dottor Lee, Azadi e cittadino di Mercuria in Dreamfall: The Longest Journey (2006)[39]
- Arthur Weasley e Argus Gazza in Harry Potter e l'Ordine della Fenice (2007)[40]
- Giullare in Overlord
- Sentinella di Mithlond, hobbit e costruttore ne Il Signore degli Anelli: La battaglia per la Terra di Mezzo 2
- Doc Ock in Spider-Man: Amici o nemici (2007)[41]
- Reverendo, Yaevinn e Tobias Hoffman in The Witcher (2007)
- Martin Benson in Bee Movie Game (2007)[42]
- Alambiccus in Asterix alle Olimpiadi (2007)[43]
- Garniero di Naplusa in Assassin's Creed (2007)[44]
- Gorlin e Kulkurazzz in Avencast: Rise of the Mage (2007)[45]
- N. Gin in Crash of the Titans (2007)[46]
- Icaro in God of War II (2007)[47]
- Porter e Juan Alvarado in Art of Murder - FBI: La crudele arte dell'omicidio (2008)[48]
- N. Gin in Crash: Il dominio sui mutanti (2008)[49]
- Riparatore in Spider-Man: Il regno delle ombre (2008)[50]
- Baker in Fenimore's Fillmore Revenge (2008)[51]
- Aaron Lawrence in Tom Clancy's Rainbow Six: Vegas 2 (2008)[52]
- Maestro Yi (vecchio) e Mordekaiser in League of Legends (2009)
- Guy Forcas in Anno 1404 (2009)[53]
- Capitano Hastings in Agatha Christie: The ABC Murders (2009)[54]
- Emilio Barbarigo in Assassin's Creed II (2009)[55]
- Argus Gazza in Harry Potter e il principe mezzosangue (2009)[56]
- Blind Duck in Indiana Jones e il bastone dei re (2009)[57]
- Generale Sheperd in Call of Duty: Modern Warfare 2 (2009)[58]
- Stanley Poole, Jackie Rodkins, Gideon Wyborn ed Edward Grimes in BioShock 2 (2010)[59]
- George A. Romero in Call of Duty: Black Ops (2010)[60]
- Hobson in Fable III (2010)[61]
- Arthur Weasley in Harry Potter e i Doni della Morte - Parte 1 (2010)[62]
- Signor Liddle e Brucaliffo in Alice: Madness Returns (2011)[63]
- Dr. Francis Blowhole ne I pinguini di Madagascar: Il ritorno del Dottor Blowhole (2011)[64]
- Mr. Freeze in Batman: Arkham City (2011)[65], Batman: Arkham Origins (2013)[66], Batman: Arkham Knight (2015)[67] e Injustice 2 (2017)[68]
- Jacob Hargreave in Crysis 2 (2011)[69]
- Shen il Gioielliere in Diablo III (2012)[70]
- Gonzo, Gizmo e Postamat in Fuga da Deponia (2012)
- Dottor Alec Earnwardt in Far Cry 3 (2012)[71]
- Laurens Prins in Assassin's Creed IV: Black Flag (2013)[72]
- Harry "Zhi" Wong in Dead Rising 3 (2013)[73]
- Austin Buckell in Dead Space 3 (2013)[74]
- Bliss Crowd #10 e Il Pazzo in God of War: Ascension (2013)[75]
- Padre Simeon e Signor Rickenbaker in Broken Sword 5: La maledizione del serpente (2014)[76]
- Shen il Gioielliere in Diablo III: Reaper of Souls (2014)[70]
- Augustus D'Argyll e Lord Darwin The Order: 1886 (2015)[77]
- Rettore Willem e Gehrman in Bloodborne (2015)[78]
- John Elliotson in Assassin's Creed: Syndicate (2015)[79]
- Consigliere in Dungeons 2 (2015)[80]
- Necromante in Heroes of the Storm (2015)[81]
- Presidente Alonzo Drek in Ratchet & Clank (2016)
- Jim Hunter in FIFA 17 (2016), FIFA 18 (2017)
- Joe Baker in Resident Evil 7 (2017)[82]
- Peter Straub in Call of Duty: WWII (2017)[83]
- Narratore in Dungeons 3 (2017)[84]
- Professore in Spyro: Reignited Trilogy (2018)
- James Baker in Call of Duty: Black Ops Cold War (2020)[85]
- Narratore in Biomutant (2021)[86]
- Purcell, Dempster, Riches in New World (2021)[87]
- Jedediah Hackett in The Quarry (2022)[88]
- Yoshida in Overwatch 2 (2022)[89]
- Gerbold Olivander e Tyk in Hogwarts Legacy (2023)[90]
- Avatar maschile in Wild Hearts (2023)[91]
- Rowan, Benoit, Jachym, Emille ed erborista in Final Fantasy XVI (2023)[92]
- Aaron Cash in Suicide Squad: Kill the Justice League (2024)[93]
- Joe Chill in Batman: Arkham Shadow (2024)[94]
- Eru in Diablo IV (2024)[95]
- Ferdinand in Monster Hunter Wilds (2025)[96]
- Centipede (Maschio) e Padre di Zoe in Split Fiction (2025)[97]
- Murakami Morimasa e Sensei del Monte Tanjo in Assassin's Creed Shadows (2025)[98]
- Vari detenuti in Batman: Arkham City

## Filmografia
- Eleonora, regia di Silverio Blasi – miniserie TV (1973)[99]
- Boezio e il suo re, regia di Piero Schivazappa – miniserie TV (1974)[100]
- Marco Visconti, regia di Anton Giulio Majano – miniserie TV (1975)
- Di sopra, una notte, regia di Davide Montemurri – miniserie TV (1975)[101]
- Tracce sulla neve, regia di Alessandro Cane – film TV (1975)[102]
- Agnese Bernauer, regia di Raffaele Meloni – film TV (1976)[103]
- La paga del sabato, regia di Sandro Bolchi – miniserie TV (1977)
- Con gli occhi dell'occidente, regia di Vittorio Cottafavi – miniserie TV (1979)
- Il gioco degli inganni, regia di Silverio Blasi, Pino Passalacqua e José Quaglio – miniserie TV (1980)
- Giamaica, regia di Roberto Jannone – cortometraggio (1990)
- Processo di Stabio, regia di Sergio Genni – miniserie TV (1991)
- Contro ogni volontà, regia di Pino Passalacqua – film TV (1992)
- Ultimo confine, regia di Ettore Pasculli (1994)
- Strane storie - Racconti di fine secolo, regia di Sandro Baldoni (1994)
- Fuori dal mondo, regia di Giuseppe Piccioni (1999)
- Casa Vianello – serie TV, episodio 9x11 (2001)
- Camera Café – serie TV, episodio 4x116 (2007)
- Non uccidere – serie TV, episodio 2x07 (2017)
- Fratelli come prima, regia di Vanja Victor Kabir Tognola - cortometraggio (2019)
- Essere Leonardo da Vinci, regia di Massimiliano Finazzer Flory (2019)
- Rocco Schiavone – serie TV, episodio 6x03 (2025)

## Teatro
- Parliamo di donne, scritto e diretto da Dario Fo. Collettivo Teatrale La Comune, Palazzina Liberty di Milano (1977)[104]